# 午後のテレポート
午後のテレポート（ごごのテレポート）は、千葉テレビ放送が、1973年4月2日から翌1974年1月26日まで放送したローカルテレビ番組。『テレポート』はTBSで放送された『テレポートTBS6』が有名だが、この番組はそれ以前に『テレポート』という名称を使用している。

## 放送時間
1973.4～1974.1 月曜～土曜
- 1部 14:00～16:00
- 2部 16:30～18:00

※番組編成により2部のみの放送になったり、放送時間の変動もあり。